# 西卡门县
西卡门县（英語：West Kameng district）是印度阿鲁纳恰尔邦的一个县。该县位于中印争议的“达旺地区”中，中华人民共和国不承认印度对其主权，行政区划上划归西藏自治区管辖。

## 地理
西卡门县位于阿鲁纳恰尔邦西部，北与达旺县相连，东与东卡门县为邻，南临阿萨姆邦索尼特普县和达让县，西接不丹的萨姆德鲁琼卡尔宗和塔希冈宗。

## 历史
1980年6月1日，卡门县分置为西卡门县和东卡门县。
1984年10月6日，西卡门县析出一部分，建立达旺县。

## 行政区划
西卡门县下辖12个行政单位，分属于3个分区：
德让宗，邦迪拉， Kalaktang， Balemu，巴鲁克旁， Jameri， Sinchung， Nafra，Thrizino， 鲁帕，Thembang and Shergaon。